# 눈사람 (드라마)
《눈사람》은 2003년 1월 8일부터 2003년 3월 6일까지 MBC에서 방송된 드라마이다. 여러 차례의 흡연 장면 등으로 거침없는 비판을 받았다.

## 출연진

### 주요인물
- 공효진 : 서연욱(17세→26세) 역 - 고교 1년생 → 경찰
- 조재현 : 한필승(28세→37세) 역 - 강력반 형사 → 베테랑 형사 (일명 탱크)
- 오연수 : 서연정(25세) 역 - 스튜어디스 → 본사 사무직
- 김래원 : 차성준(20세→29세) 역 - 대학 아이스하키 선수 → 아레나 관광호텔 기획홍보팀장

### 주변 사람들
- 우진 : 이수진(24세~ ) 역 - 아레나호텔 비서실 근무
- 오승은 : 김상희(17세→26세) 역 - 연욱의 친구
- 한인수 : 차인석 역 - 아레나 관광호텔(특2급) 회장. 성준의 아버지
- 임성민 : 이미영(27세) 역 - 스튜어디스. 연정의 대학과 직장 선배

### 필승의 가족들
- 심양홍 : 아버지(60대 초반) 역
- 김지영 : 어머니(60대 초반) 역
- 박은수 : 한필국(37세) 역 - 필승의 큰형. 일산 근교에서 생고깃집. 욕심은 없으면서 착하고 근면성실함.
- 순동운 : 한필남 역 - 필승의 둘째 형
- 손민우 : 한필영 역 - 필승의 셋째 형
- 백종헌 : 한필준(25세) 역 - 막내. 복학생. 공학도
- 김동주 : 큰 형수 역
- 김정수 : 한순미(30세) 역 - 셋째 형수. 아랫동서 연정 뿐만 아니라 연욱까지 친동생처럼 챙겨줌.
- 허규빈 : 한준영 역 - 필승과 연정의 아들

### 경찰서 식구들
- 명계남 : 오제표(40대 후반) 역
- 김윤태 : 이강국(20대 후반) 역
- 이대연 : 김우중(40대 초반) 역
- 김승민 : 강동희(20대 중반) 역
- 이승형 : 최주형(30대 초반) 역

### 그 외
- 김예령 : 성준의 새어머니 역
- 전성애
- 윤용현
- 이지원
- 조덕현
- 함승훈
- 표상우
- 김경란
- 유승민

## OST
| #            | 제목                                         | 작사         | 작곡         | 아티스트        | 재생 시간 |
| ------------ | -------------------------------------------- | ------------ | ------------ | --------------- | --------- |
| 1.           | 〈유클립투스의 추억 (Horchat Hai Caliptus)〉 |              |              | Ishtar          | 4:46      |
| 2.           | 〈혼자가 아닌 나 (Pop Version)〉             | 이희승       | 정용국       | 서영은          | 3:30      |
| 3.           | 〈지금 우리는〉                              |              |              | 이제헌          | 4:34      |
| 4.           | 〈너 없는 오늘〉                             |              |              | 이제헌          | 4:18      |
| 5.           | 〈어느 겨울밤〉                              |              |              | Various Artists | 3:38      |
| 6.           | 〈겨울 이야기〉                              |              |              | Various Artists | 3:23      |
| 7.           | 〈사랑의 시작〉                              |              |              | Various Artists | 3:08      |
| 8.           | 〈기도〉                                     |              |              | Various Artists | 2:45      |
| 9.           | 〈호숫가에서〉                               |              |              | Various Artists | 2:06      |
| 10.          | 〈그리움〉                                   |              |              | Various Artists | 4:26      |
| 11.          | 〈어릴적 나의 꿈은 (Inst.)〉                 |              |              | Various Artists | 2:32      |
| 12.          | 〈소녀〉                                     |              |              | Various Artists | 2:52      |
| 13.          | 〈겨울 이야기 (Guitar Version)〉             |              |              | Various Artists | 3:31      |
| 14.          | 〈너와 함께〉                                |              |              | Various Artists | 3:45      |
| 15.          | 〈Main Title (기도)〉                        |              |              | Various Artists | 1:08      |
| 16.          | 〈혼자가 아닌 나 (Rock Version)〉            |              |              | 백건양          | 3:13      |
| 17.          | 〈호숫가에서 (Harmonica Version)〉           |              |              | Various Artists | 2:06      |
| 18.          | 〈유클립투스의 추억 (Inst.)〉                |              |              | Various Artists | 4:22      |
| 19.          | 〈지금 우리는 (Inst.)〉                      |              |              | Various Artists | 4:33      |
| 20.          | 〈어릴적 나의 꿈은 [합창]〉                  |              |              | Various Artists | 3:12      |
| 총 재생 시간 | 총 재생 시간                                 | 총 재생 시간 | 총 재생 시간 | 총 재생 시간    | 1:07:48   |

## 이모저모
- 눈사람의 OST인 서영은의 〈혼자가 아닌 나〉는 대중들로부터 많은 사랑을 받았다.